# Otto de Grana
 Ottone Enrico del Carretto, Marchese di Savona e di Grana, Conte di Millesimo (eingedeutscht Otto Heinrich (del) Carretto di Grana) (* 5. April 1639 in Köln; † 15. Juni 1685 in Mariemont, Hennegau) war ein aus Norditalien stammender kaiserlicher Heerführer und Diplomat, zuletzt königlich-spanischer Statthalter in den Spanischen Niederlanden.

## Leben
Granas Eltern waren der ligurisch-piemontesische kaiserliche Feldmarschall Francesco del Carretto (1592–1651), Marchese di Grana etc., und dessen zweite Ehefrau Anna Eusebia, Teufel von Guntersdorf (1613–1644).
Grana gelangte als Heerführer des deutschen Kaisers Leopold I. zu einer gewissen Berühmtheit. Während des Holländischen Krieges wurde er im November 1673 als Obrist Militärgouverneur der aus der Hand der Franzosen befreiten Stadt Bonn. Seit 1674 Generalfeldwachtmeister, hatte er in der Schlacht an der Konzer Brücke am 11. August 1675 wesentlichen Anteil am Sieg der anti-französischen Koalition. Im Kriegsrat plädierte er für ein schnelles Vorgehen gegen den bei Tawern lagernden Feind und beeinflusste dementsprechend die übrigen Kommandeure. In der Schlacht selbst war es seinem Eingreifen als Befehlshaber des rechten Heeresflügels zu verdanken, dass die attackierte französische Armee unter Befehl des sieggewohnten Marschalls François de Bonne de Créqui eine schwere Niederlage erlitt. An das Ereignis erinnert heute die nach ihm benannte zur Ortschaft Wasserliesch gehörende Granahöhe oberhalb des Schlachtfeldes mit dem dort 1892 errichteten Granadenkmal.
Für sein Verhalten im September 1675 mit dem Rang eines Feldmarschallleutnants belohnt, machte Grana weiter eine glänzende Karriere: Zum kaiserlichen Botschafter in Spanien ernannt, machte ihn 1678 Karl II. von Spanien zum Ritter des Ordens vom Goldenen Vlies und 1682 zum spanischen Generalkapitän sowie zum Statthalter in den Spanischen Niederlanden, in welcher Funktion Grana dann schließlich starb. 1683 war er unterdessen auch zum kaiserlichen Feldmarschall aufgestiegen. Er war Oberbefehlshaber der spanischen Truppen auf dem flandrischen Kriegsschauplatz während des Reunionskrieges von 1683/84.

## Familie
Grana heiratete zweimal. 1667 nahm er die verwitwete Maria Theresia von Herberstein (1641–1682) zur Frau. Mit ihr hatte er zwei Töchter:
- Maria Enrichetta (auch: Maria (H)Enrietta, 1671–1744); diese ehelichte 1684 Philipp Karl Franz von Arenberg (1663–1691), Herzog von Arenberg und Arschot, der in der Schlacht bei Slankamen fiel. Ihr Enkel, d. h. Granas Ururenkel, Karl Philipp Theodor (1724–1799) wurde 1742 Kurfürst von Kurpfalz und 1777 Kurfürst von Bayern.
- Maria Gabriella (1675–vor 1700); diese war seit 1690 mit Charles François de la Barre, Comte d’Erquelinnes et de Olloy, Baron de Hierges verheiratet.

Nach dem Tod der ersten Gattin ging Grana 1683 mit Maria Theresia van Arenberg (1666–1716) die Ehe ein, der Schwester seines Schwiegersohnes. Die Verbindung blieb kinderlos.

## Berühmte Nachfahren
Neben Kurfürst Karl Philipp Theodor von Pfalz-Bayern sind weitere berühmte Nachfahren Di Granas
- die ehemalige Kaiserin von Österreich-Ungarn, Elisabeth, genannt Si(s)si
- die ehemalige Kaiserin von Österreich-Ungarn, Zita von Bourbon-Parma
- der aktuelle portugiesische Thronprätendent, Duarte Pio de Bragança
- der amtierende Großherzog von Luxemburg, Henri
- der ehemalige belgische König, Albert II.